# Plato von Tivoli
Plato von Tivoli (Plato Tiburtinus) war ein Mathematiker und Astronom, der in der ersten Hälfte des 12. Jahrhunderts in Barcelona wirkte und möglicherweise italienischen Ursprungs ist (wie der Zuname von Tivoli andeutet). Er ist als Übersetzer der Werke griechischer Mathematiker und Astronomen bekannt, die er aus dem Arabischen und Hebräischen ins Lateinische übertrug. Dabei arbeitete er mit dem jüdischen Mathematiker Savasorda (Abraham bar Ḥiyya ha-Nasi, Abraham Judaeus) zusammen. Seine Manuskripte fanden weite Verbreitung und wurden unter anderem von Albertus Magnus und Fibonacci benutzt.
Er ist nur aus seinen Übersetzungen bekannt. Davon enthalten folgende explizit seinen Namen:
- Sphaerica von Theodosios von Bithynien (Theodosios von Tripoli)[1]
- Savasorda’s Praktische Geometrie (Liber embadorum).[2] Es wurde (nach einer astronomischen Datumsangabe im Text) 1145 aus dem Hebräischen übertragen. Das Buch hatte Einfluss auf das Geometrie Buch von Fibonacci und enthält eine der frühesten vollständigen Behandlungen quadratischer Gleichungen im Westen.
- De motu stellarum (Al-Zij) von Al-Battani[3]
- De usu astrolabii von Abu’l-Qāsim Maslama (Ibn al-Sạffār). Das Manuskript enthält erste Angaben zum Astrolabium im Westen.

Weitere Übersetzungen werden ihm zugeschrieben, unter anderem der Astrologie (Tetrabiblios, Quadripartitum) von Claudius Ptolemäus, der Iudicia Almansoris (oder Capitula Almansoris) von al-Hakim al-Mansur (übersetzt 1136), das astrologische Werk De navitatibus von Abu ʿAli al-Chayyat (Albohali) oder De electionibus horarum von Ali ibn Aḥmad al-Imrani. Nach Marshall Clagett gab er auch In quadrum circuli (De mensura circuli, Dimensio circuli) von Archimedes heraus.
Plato von Tivoli war damals nicht der Einzige, der die arabischen Bibliotheken in Spanien für die Übersetzung mathematischer Werke aus der griechischen Antike in arabischer Überlieferung ins Lateinische nutzte. Ebenfalls im 12. Jahrhundert wirkte Gerhard von Cremona in Spanien (Toledo) als Übersetzer mathematischer und astronomischer Werke aus dem Arabischen.

## Quelle
- Artikel im Dictionary of Scientific Biography von Lorenzo Minio-Paluello